# Badgam
Badgam là một thị xã và là nơi đặt ủy ban khu vực quy hoạch (notified area committee) của quận Badgam thuộc bang Jammu và Kashmir, Ấn Độ.

## Địa lý
Badgam có vị trí 34°38′B 76°02′Đ / 34,63°B 76,04°Đ Nó có độ cao trung bình là 3194 mét (10478 foot).

## Nhân khẩu
Theo điều tra dân số năm 2001 của Ấn Độ, Badgam có dân số 15.932 người. Phái nam chiếm 69% tổng số dân và phái nữ chiếm 31%. Badgam có tỷ lệ 68% biết đọc biết viết, cao hơn tỷ lệ trung bình toàn quốc là 59,5%: tỷ lệ cho phái nam là 81%, và tỷ lệ cho phái nữ là 42%. Tại Badgam, 6% dân số nhỏ hơn 6 tuổi.